# Diogo Santos
Diogo de Almeida Santos (n. 13 noiembrie 1984, Vila Franca de Xira, Portugalia), cunoscut ca Diogo Santos este un fotbalist portughez care evoluează în prezent la FC Brașov. Un alt club important la care a jucat este Gil Vicente.